# Trecento poesie Tang
Le Trecento Poesie Tang (唐詩三百首T, 唐诗三百首S, Tángshī sānbǎi shǒuP) sono un'antologia composta da oltre 300 poesie di epoca Tang, redatta attorno al 1763 dal letterato Sun Zhu (1711 - 1782).

## Struttura
L'antologia è organizzata secondo le varie forme poetiche in cui si dividono le singole opere.
Queste sono:
- Poemi cantati (Yue fu)
- Versi antichi (Gushi)
  - Versi da cinque caratteri
  - Versi da sette caratteri
- Versi regolati (Jintishi)
  - Versi regolati da otto versi (Lüshi)
    - Versi da cinque caratteri (wulu)
    - Versi da sette caratteri (qilu)

  - Quartine (Jueju)
    - Versi da cinque caratteri (wujue)
    - Versi da sette caratteri (qijue)

## Poeti presenti nell'antologia
| Nome                                         | Tradizionale | Semplificato | Pinyin             | Wade-Giles               | Date               | Numero di poesie riportate |
| -------------------------------------------- | ------------ | ------------ | ------------------ | ------------------------ | ------------------ | -------------------------- |
| Bai Juyi                                     | 白居易       | 白居易       | Bái Jūyì           | Po Chü-i                 | 772–846            | 6                          |
| Cen Can (Cen Shen)                           | 岑參         | 岑参         | Cén Cān (Cén Shēn) | Ts'en Ts'an (Ts'en Shen) | 715–770            | 7                          |
| Chang Jian                                   | 常建         | 常建         | Cháng Jiàn         | Ch'ang Chien             | 708–765?           | 2                          |
| Chen Tao                                     | 陳陶         | 陳陶         | Chén Táo           | Ch'en T'ao               | 824–882            | 1                          |
| Chen Zi'ang                                  | 陳子昂       | 陈子昂       | Chén Zĭáng         | Ch‛en Tzŭ-ang            | 661?–702           | 1                          |
| Cui Hao                                      | 崔顥         | 崔颢         | Cuī Hào            | Ts'ui Hao                | 704?–754           | 4                          |
| Cui Shu                                      | 崔曙         | 崔曙         | Cuī Shǔ            | Ts'ui Shu                | 704–739            | 1                          |
| Cui Tu                                       | 崔塗         | 崔涂         | Cuī Tú             | Ts'ui T'u                | 854–?              | 2                          |
| Dai Shulun                                   | 戴叔倫       | 戴叔伦       | Dài Shūlún         | Tai Shu-lun              | 732–789            | 1                          |
| Du Fu                                        | 杜甫         | 杜甫         | Dù Fǔ              | Tu Fu                    | 712–770            | 39                         |
| Du Mu                                        | 杜牧         | 杜牧         | Dù Mù              | Tu Mu                    | 803–852            | 10                         |
| Du Qiuniang                                  | 杜秋娘       | 杜秋娘       | Dù Qiūniáng        | Tu Ch'iu-niang           | ?–825?             | 1                          |
| Du Shenyan                                   | 杜審言       | 杜審言       | Dù Shěnyán         | Tu Shen-yen              | 646–708?           | 1                          |
| Du Xunhe                                     | 杜荀鶴       | 杜荀鹤       | Dù Xúnhè           | Tu Hsün-hê               | 846–904            | 1                          |
| Gao Shi                                      | 高適         | 高適         | Gāo Shì            | Kao Shih                 | 716?–765           | 2                          |
| Gu Kuang                                     | 顧況         | 顾况         | Gù Kuàng           | Ku K'uang                | 725—814            | 1                          |
| Han Hong                                     | 韓翃         | 韩翃         | Hán Hóng           | Han Hung                 | mid 8th century    | 3                          |
| Han Wo                                       | 韓偓         | 韩偓         | Hán Wò             | Han Wo                   | 844–923            | 1                          |
| Han Yu                                       | 韓愈         | 韩愈         | Hán Yù             | Han Yü                   | 768–824            | 4                          |
| He Zhizhang                                  | 賀知章       | 贺知章       | Hè Zhīzhāng        | He Chih-chang            | 659?–744           | 1                          |
| Huangfu Ran                                  | 皇甫冉       | 皇甫冉       | Huángfǔ Rǎn        | Huang-fu Jan             | 716–769            | 1                          |
| Jia Dao                                      | 賈島         | 贾岛         | Jiǎ Dǎo            | Chia Tao                 | 779–843            | 1                          |
| Jiaoran (Monaco Jiaoran)                     | 皎然         | 皎然         | Jiǎorán            | Chiao-jan                | 730–799            | 1                          |
| Jin Changxu                                  | 金昌緒       | 金昌绪       | Jīn Chāngxù        | Chin Ch'ang-hsü          | ?                  | 1                          |
| Li Bai (Li Po)                               | 李白         | 李白         | Lǐ Bái (Lǐ Bó)     | Li Pai (Li Po)           | 701–762            | 34                         |
| Li Duan                                      | 李端         | 李端         | Lǐ Duān            | Li Tuan                  | 743–782            | 1                          |
| Li Pin                                       | 李頻         | 李频         | Lǐ Pín             | Li P'in                  | 818–876            | 1                          |
| Li Qi                                        | 李頎         | 李颀         | Lǐ Qí              | Li Ch'i                  | 690–751            | 7                          |
| Li Shangyin                                  | 李商隱       | 李商隐       | Lǐ Shāngyǐn        | Li Shang-yin             | 813?–858?          | 24                         |
| Li Yi                                        | 李益         | 李益         | Lǐ Yì              | Li Yi                    | 748?–827?          | 3                          |
| Liu Changqing                                | 劉長卿       | 刘长卿       | Liú Chángqīng      | Liu Chang-ch'ing         | 710?–789?          | 11                         |
| Liu Fangping                                 | 劉方平       | 刘方平       | Liú Fāngping       | Liu Fang-p'ing           | metà ottavo secolo | 2                          |
| Liu Jixu                                     | 劉脊虛       | 刘脊虚       | Liú Jǐxū           | Liu Chi-hsü              | ?                  | 1                          |
| Liu Yuxi                                     | 劉禹錫       | 刘禹锡       | Liú Yǔxī           | Liu Yü-hsi               | 772–842            | 4                          |
| Liu Zhongyong                                | 柳中庸       | 柳中庸       | Liǔ Zhōngyōng      | Liu Chung-yung           | ?–775?             | 1                          |
| Liu Zongyuan                                 | 柳宗元       | 柳宗元       | Liǔ Zōngyuán       | Liu Tsung-yüan           | 773–819            | 5                          |
| Lu Lun                                       | 盧綸         | 卢纶         | Lú Lún             | Lu Lun                   | 739–799            | 6                          |
| Luo Binwang                                  | 駱賓王       | 骆宾王       | Luò Bīnwáng        | Lo Pin-wang              | 640?–684?          | 1                          |
| Ma Dai                                       | 馬戴         | 马戴         | Mǎ Dài             | Ma Tai                   | 799–869            | 2                          |
| Meng Haoran                                  | 孟浩然       | 孟浩然       | Mèng Hàorán        | Meng Hao-jan             | 689?–740           | 15                         |
| Meng Jiao                                    | 孟郊         | 孟郊         | Mèng Jiāo          | Meng Chiao               | 751–814            | 2                          |
| Pei Di                                       | 裴迪         | 裴迪         | Péi Dí             | Pei Ti                   | 716?–?             | 1                          |
| Qian Qi                                      | 錢起         | 钱起         | Qián Qǐ            | Ch'ien Ch'i              | 722?–780?          | 3                          |
| Qin Taoyu                                    | 秦韜玉       | 秦韬玉       | Qín Tāoyù          | Ch'in T'ao-yü            | tardo nono secolo  | 1                          |
| Qiu Wei                                      | 邱為         | 邱为         | Qiū Wéi            | Ch'iu Wei                | 694–789?           | 1                          |
| Qiwu Qian                                    | 綦毋潛       | 綦毋潜       | Qíwú Qián          | Ch'i-wu Ch'ien           | 692?–755?          | 1                          |
| Quan Deyu                                    | 權德輿       | 权德舆       | Quán Déyú          | Ch'uan Tê-yu             | 759–818            | 1                          |
| Shen Quanqi                                  | 沈佺期       | 沈佺期       | Shěn Quánqī        | Shên Ch'üan-ch'i         | 650?–713?          | 2                          |
| Sikong Shu                                   | 司空曙       | 司空曙       | Sīkōng Shǔ         | Ssû-k'ung Shu            | 720?–790?          | 3                          |
| Song Zhiwen                                  | 宋之問       | 宋之问       | Sòng Zhīwèn        | Sung Chih-wên            | 656?–712?          | 1                          |
| Tang Xuanzong (Imperatore Xuanzong dei Tang) | 唐玄宗       | 唐玄宗       | Táng Xuánzōng      | T'ang Hsüan-tsung        | 685–762            | 1                          |
| Wang Bo                                      | 王勃         | 王勃         | Wáng Bó            | Wang Po                  | 649?–676           | 1                          |
| Wang Changling                               | 王昌齡       | 王昌龄       | Wáng Chānglíng     | Wang Ch'ang-ling         | 698–756            | 8                          |
| Wang Han                                     | 王翰         | 王翰         | Wáng Hàn           | Wang Han                 | ottavo secolo      | 1                          |
| Wang Jian                                    | 王建         | 王建         | Wáng Jiàn          | Wang Chien               | ?–830?             | 1                          |
| Wang Wan                                     | 王灣         | 王灣         | Wáng Wān           | Wang Wan                 | 693–751            | 1                          |
| Wang Wei                                     | 王維         | 王维         | Wáng Wéi           | Wang Wei                 | 699–759            | 29                         |
| Wang Zhihuan                                 | 王之渙       | 王之涣       | Wáng Zhīhuàn       | Wang Tsu-huan            | 688–742            | 2                          |
| Wei Yingwu (Wei Yinwu)                       | 韋應物       | 韦应物       | Wéi Yìngwù         | Wei Ying-wu              | 737–792            | 12                         |
| Wei Zhuang                                   | 韋莊         | 韦庄         | Wéi Zhuāng         | Wei Chuang               | 836–910            | 2                          |
| Wen Tingyun                                  | 溫庭筠       | 温庭筠       | Wēn Tīngyūn        | Wen T'ing-yun            | 812–870            | 4                          |
| Wumingshi                                    | 無名氏       | 无名氏       | Wúmíngshì          | Wu-ming-shih             | ?                  | 1                          |
| Xi Biren                                     | 西鄙人       | 西鄙人       | Xī Bǐrén           | Hsi Bi-jen               | ?                  | 1                          |
| Xu Hun                                       | 許渾         | 许浑         | Xǔ Hún             | Hsü Hun                  | 791–858            | 2                          |
| Xue Feng                                     | 薛逢         | 薛逢         | Xuē Féng           | Hsueh Feng               | metà nono secolo   | 1                          |
| Yuan Jie                                     | 元結         | 元结         | Yuán Jiē           | Yüan Chieh               | 723–772            | 2                          |
| Yuan Zhen                                    | 元稹         | 元稹         | Yuán Zhěn          | Yüan Chen                | 779–831            | 4                          |
| Zhang Hu                                     | 張祜         | 张祜         | Zhāng Hù           | Chang Hu                 | 785–849?           | 5                          |
| Zhang Ji dallo Hubei                         | 張繼         | 张继         | Zhāng Jì           | Chang Chi                | 715?–779?          | 1                          |
| Zhang Ji dallo Jiangnan                      | 張籍         | 张籍         | Zhāng Jí           | Chang Chi                | 766–830?           | 1                          |
| Zhang Jiuling                                | 張九齡       | 张九龄       | Zhāng Jiǔlíng      | Chang Chiu-ling          | 678?–740           | 5                          |
| Zhang Mi (Zhang Bi)                          | 張泌         | 张泌         | Zhāng Mì           | Chang Mi                 | tardo nono secolo  | 1                          |
| Zhang Qiao                                   | 張喬         | 张喬         | Zhāng Qiáo         | Chang Ch'iao             | ?                  | 1                          |
| Zhang Xu                                     | 張旭         | 张旭         | Zhāng Xù           | Chang Hsü                | 658?–747?          | 1                          |
| Zheng Tian                                   | 鄭畋         | 郑畋         | Zhèng Tián         | Cheng T'ien              | 824?–882?          | 1                          |
| Zhu Qingyu                                   | 朱慶餘       | 朱慶余       | Zhū Qìngyú         | Chu Ch'ing-yü            | nono secolo        | 2                          |
| Zu Yong                                      | 祖詠         | 祖咏         | Zǔ Yǒng            | Tsu Yung                 | 699–746?           | 2                          |